# چنار (اسلام‌آباد غرب)
چنار (اسلام‌آباد غرب)، روستایی از توابع بخش مرکزی شهرستان اسلام‌آباد غرب در استان کرمانشاه ایران است.روستایی ییلاقی و خوش آب و هوا بر راه اصلی گهواره به اسلام آباد(۱۵کیلومتری گهواره و ۳۲ کیلومتری شابات) با چشمه‌های ریزودرشت دائمی و فصلی باباغات سیب و گردو و زمین‌های بسیار حاصلخیز ک زیرکشت گندم نخود و جو می رود و دام پروری سنتی با حدود ۱۰۰۰۰راس در کنار کشاورزی از اساس اقتصاد و معیشت مردم روستاست.
بیشتر گیاهان خاص و دارویی در کوههای پوشیده از جنگل‌های بلوط پراکنده شده و در فصول بهار و تابستان مقصد بسیاری از طبیعت دوستان است
دین بیشتر مردم روستا اهل حق بوده و چند خانوار شیعه و سنی نیز همه با هم در نهایت صمیمیت و صفا زندگی می کنند.
بزرگان فراوانی از این روستا به مراتب بالای علمی و شغلی در داخل و خارج از کشور رسیده اند که به لحاظ رعایت حریم خصوصی از بیان اسامی معذوریم.
به لحاظ شرایط خاص روستا،بسیاری از ساکنین سایر روستاهای دورونزدیک همجوار برای کار و امرار معاش به صورت فصلی به آنجا کوچ می کنند.
علی رقم پتانسیل بالای جذب گردشگری و توسعه و عمران روستا،متاسفاته اقدامات صورت گرفته تاکنون درخور نام و شان مردم روستا نمی باشد.

## جمعیت
این روستا در دهستان حومه شمالی قرار دارد و براساس سرشماری مرکز آمار ایران در سال ۱۳۸۵، جمعیت آن ۲۳۳ نفر (۵۴خانوار) بوده‌است.